# Алуштинский троллейбус
Алуштинский троллейбус (укр. Алуштинський тролейбус) — система городского электротранспорта в курортном городе Алушта. Троллейбусная сеть представлена одним городским маршрутом, связывающим набережную с отдалённым курортным микрорайоном Профессорский уголок, двумя пригородными и одним междугородным (Симферополь — Алушта протяженностью 52 км) троллейбусными маршрутами. Троллейбусные маршруты обслуживаются филиалом «Алуштинский троллейбусный парк», который входит в состав предприятие ГУП РК Крымтроллейбус.

## История
В 1958 году правительством УССР в Киеве было принято решение строить междугородную горную троллейбусную линию Симферополь — Алушта — Ялта. Первая очередь этой линии Симферополь — Алушта протяженностью 52 км, была построена и сдана в эксплуатацию в рекордно короткий срок за 11 месяцев.
6 ноября 1959 года торжественно было открыто движение троллейбусов на линии Симферополь — Алушта. Первые троллейбусы на этой линии работали с кондукторами-экскурсоводами.
В 1960 открыт пригородный маршрут «Троллейбусная станция — Верхняя Кутузовка».
В начале 90х в Алуште был запущен маршрут «Алушта — Запрудное».
В 1993 году после строительства линии в Профессорский уголок в Алуште открывается первый и единственный городской маршрут «Троллейбусная станция — Рабочий Уголок».
В 1995 году в Алушту начали поступать троллейбусы Украинского производства ЮМЗ-Т2.
В 2011 году в Алуштинский троллейбусный парк поступили новые машины Богдан Т70110, Богдан Т70115.
В 2016 году в Алушту поступили новые комфортабельные троллейбусы для междугородных маршрутов ТролЗа-5265.05 «Мегаполис».
В 2017 в Алуште стали выходить исключительно новые троллейбусы.

## Маршруты

### Действующие маршруты
| 2  | Троллейбусная станция | Автовокзал                                                      | Профессорский уголок |  |
| 31 | Троллейбусная станция | Автовокзал — Троллейбусный парк — Нижняя Кутузовка — Изобильное | Верхняя Кутузовка    |  |
| 32 | Троллейбусная станция | Автовокзал — Малый Маяк — Партенит                              | Запрудное            |  |

### Закрытые маршруты
| 1   | Троллейбусная станция | Автовокзал — Троллейбусный парк — Нижняя Кутузовка — Изобильное | Верхняя Кутузовка | В 2016 году перенумерован в 31й, до этого при СССР работал по маршруту №2 |
| 1А  | Троллейбусная станция | Автовокзал — Троллейбусный парк — Нижняя Кутузовка — Изобильное | Верхняя Кутузовка | Обратно заход в Профессорский уголок. В 2016 году перенумерован в № 31А.  |
| 3   | Троллейбусная станция | Автовокзал — Малый Маяк — Партенит                              | Запрудное         | В 90х перенумерован в № 59.                                               |
| 31А | Троллейбусная станция | Автовокзал — Троллейбусный парк — Нижняя Кутузовка — Изобильное | Верхняя Кутузовка | Обратно заход в Профессорский уголок, Отменён в 2017 году.                |
| 2   | Троллейбусная станция | ---                                                             | Автовокзал        | Работал при обрывах контактной сети, Отменён в 2019 году.                 |

## Хронология открытия линий
6 ноября 1959 года торжественно было открыто движение троллейбусов на линии Симферополь — Алушта. Первые троллейбусы на этой линии работали с кондукторами-экскурсоводами, открыт маршрут №3, позже 11, нынешний 51, в 2019 году нумеровался 52а
В 1960 открыт пригородный маршрут «Троллейбусная станция — Верхняя Кутузовка». №1, нынешний 31
В начале 90х в Алуште был запущен маршрут «Алушта — Запрудное». №3, в 1980 нумеровался 59, нынешний 32
В 1994 году открыт первый, и единственный городской маршрут №2

## Конечные станции с диспетчерскими пунктами
>Алушта "Троллейбусная станция"

## Подвижной состав

### Действующий
|  | ТролЗа-5265.02 | 7  | Переданы из Симферополя.   |
|  | ТролЗа-5265.05 | 23 | Междугородняя модификация. |
|  | Богдан Т701.10 | 4  | Переданы из Симферополя.   |

### Ранее использовался
|  | Богдан Т701.10 | 2  | Переданы в Ялтинский филиал.      |
|  | Богдан Т701.15 | 10 | Переданы в Ялтинский филиал.      |
|  | Киев-12.04     | 1  | Передан в Симферопольский филиал. |
|  | Škoda 8Tr      |    |                                   |
|  | Škoda 14Tr     | 39 | Выведены из эксплуатации.         |
|  | Škoda 9Tr      |    | Используется как служебный.       |

## Троллейбусные парки
| Троллейбусные парки | Троллейбусные парки            | Троллейбусные парки | Троллейбусные парки | Троллейбусные парки    | Троллейбусные парки                | Троллейбусные парки    | Троллейбусные парки |
| Фото                | Парк                           | Дата открытия       | Дата закрытия       | Нумерация троллейбусов | Адрес                              | Обслуживаются маршруты | Примечание          |
| ------------------- | ------------------------------ | ------------------- | ------------------- | ---------------------- | ---------------------------------- | ---------------------- | ------------------- |
|                     | Алуштинский троллейбусный парк | 6 ноября 1959 год.  |                     | 7ххх,8ххх.             | г. Алушта, Симферопольское шоссе 4 | 2,21,31,32,51,52,53.   |                     |

## Перспективы
Связи с поставками троллейбусов с автономным ходом, строительство новых линий не планируется.
Планируемые маршруты с автономным ходом:
- Судакское кольцо
- ул. Туристов
- ул. Юбилейная
- Партенит (рассматривается в дальней перспективе).

## Нереализованные планы
- К концу 80-х были планы строительства троллейбусной линии до Судакского кольца, но после распада СССР планы так и не были осуществлены.

## Оплата проезда

### Тарифное меню
По состоянию на 1 января 2017 года на сети ГУП РК «Крымтроллейбус» установлены следующие тарифы (в рублях):
| Тип билета, категория тарификации | Билет на 1 поездку                  | Безлимитный проездной на 1 месяц | Безлимитный проездной на 1 месяц для школьников Республики Крым | Билет для провоза 1 места багажа |
| Городской тариф                   | 14                                  | 840                              | 420                                                             | по пассажирскому тарифу          |
| Пригородный тариф                 | 20 рублей                           | отсутствует                      | Имеется, при наличии ученического билета                        | по пассажирскому тарифу          |
| Междугородний тариф               | 20—138, в зависимости от расстояния | нет                              | нет                                                             | 20 рублей                        |